# Неханда Чарве Ньякасикана
Неханда Чарве Ньякасикана (шона Nehanda Charwe Nyakasikana), также известная как Мбуя Неханда (Mbuya Nehanda; ок. 1840—1898) — свикиро (духовный медиум) народа зезуру шона. Она считалась медиумом Неханды, женского духа предков (мхондоро). Как одна из духовных лидеров шона, она была в числе предводителей восстания Чимуренга против колонизации с 1889 года территории, которая сейчас является Зимбабве, Британской южноафриканской компанией руководством Сесила Джона Роудса. Она и её союзник Секуру Кагуви в конечном итоге были схвачены и казнены силами компании. Зимбабвийцы почтили ее статуями, песнями, романами и стихами, а также названиями улиц и больниц. Наследие Мбуя Неханды по-прежнему было связано с темой сопротивления, особенно с партизанской войной, начавшейся в 1972 году, и её имя становилось всё более важным для националистических движений в Зимбабве.

## Мифология о духе Неханда
Говорят, что дух Неханда — это мхондоро, королевский мудзиму (дух предков) или «дух льва», который использует женщин в качестве своих медиумов. Медиумам дается титул Неханда или Мбуя Неханда. Шона почитали духов мхондоро, считая, что они могли интерпретировать приказы старшего божества Мвари. Первоначальной Нехандой считалась Ньямхита — одна из дочерей Ньяцимбы Мутоты, основателя государства Мономотапа ок. 1430 года. Он приказал ей вступить в инцестуальную связь с её младшим сводным братом Матопе, что должно было неким образом усилить могущество их государства. Матопе передал часть своих владений Неханде, которая стала настолько могущественной и известной, что полагалось, что её дух продолжал жить в человеческих телах различных духовных медиумов до тех пор, пока почти полтысячелетия спустя не вселился в тело Мазоэ Неханды. Считалось, что в периоды одержимости духом духи-медиумы говорили голосом и личностью изначальной Неханды, а не своей собственной.

## Биография Неханды Чарве Ньякасиканы
Чарве Ньякасикана родилась около 1840 года в деревне вождя Чидамбы в районе, который сегодня называется Чишаваша, расположенном на холмах вокруг Мазоэ в Центральном Машоналенде . Она была дочерью Читауры, младшего сына Шаячимве, основавшего в конце XVIII века в верхней долине Мазове династию Хвата. Она вышла замуж, родила двух дочерей и сына, но имя мужа не сохранилось. Д. Н. Бич предполагает, что дух-оракул Неханды овладел ею в 1884 году.
Будучи медиумом духа Неханды, Ньякасикана делала пророческие заявления и проводила традиционные церемонии, призванные обеспечивать дождь и хороший урожай. Она пользовалась большим авторитетом ещё во время прибытия европейских колонизаторов, до восстания 1896—1897 годов. На карте, составленной миссионерами ок. 1888 года, изображена деревня под названием Неханда. Мбуя Неханда сыграла важную роль в организации всенародного участия в Первой Чимуренге 1896—1897 годов. Инкоси (верховный вождь) матабеле Лобенгула признал её самой могущественной из шаманов и духовных медиумов страны. Неханда Чарве Ньякасикана была единственной известной женщиной, занимавшей столь влиятельное положение в религиозной иерархии Машоналенда XIX века.
Духовные медиумы поначалу способствовали хорошим отношениям между народом Зезуру и ранними европейскими поселенцами. Согласно источникам, Неханда сперва призывала своих последователей относиться к белым дружелюбно: «Не бойтесь их, так как они всего лишь торговцы, а приведите им чёрную корову и скажите, что это мясо, которым мы вас приветствуем». Однако отношения обострились, когда поселенцы начали облагать матабеле налогами и привлекать их для различных трудовых повинностей. После введения «налога на хижины» и других поборов в 1894 году народы ндебеле и шона восстали в мае-июне 1896 года, что стало известно как Первая война Чимуренга или Вторая война с матабеле.

Восстание, по крайней мере в Машоналенде, было поддержано традиционными религиозными лидерами, включая Ньякасикану. В силу культурных верований местного населения она и ещё два медиума играли ведущую роль в восстании в этих краях: в октябре 1896 года к предводителю псвстанцев-матабале Муквати присоединились Кагуви (Кагуби) и Неханда из Машоналенда. Кагуви, а затем и Неханда проповедовали, что, по мнению верховного божества Мвари, причиной всех бед, обрушившихся на землю, был белый человек: он принёс саранчу и чуму крупного рогатого скота, и в довершение всего всем владельцам павшего скота не разрешалось есть мясо туш, которые приходилось сжигать или закапывать. Мвари постановил, что белые должны быть изгнаны из страны, а туземцам нечего бояться, поскольку он превратит пули врагов в воду.

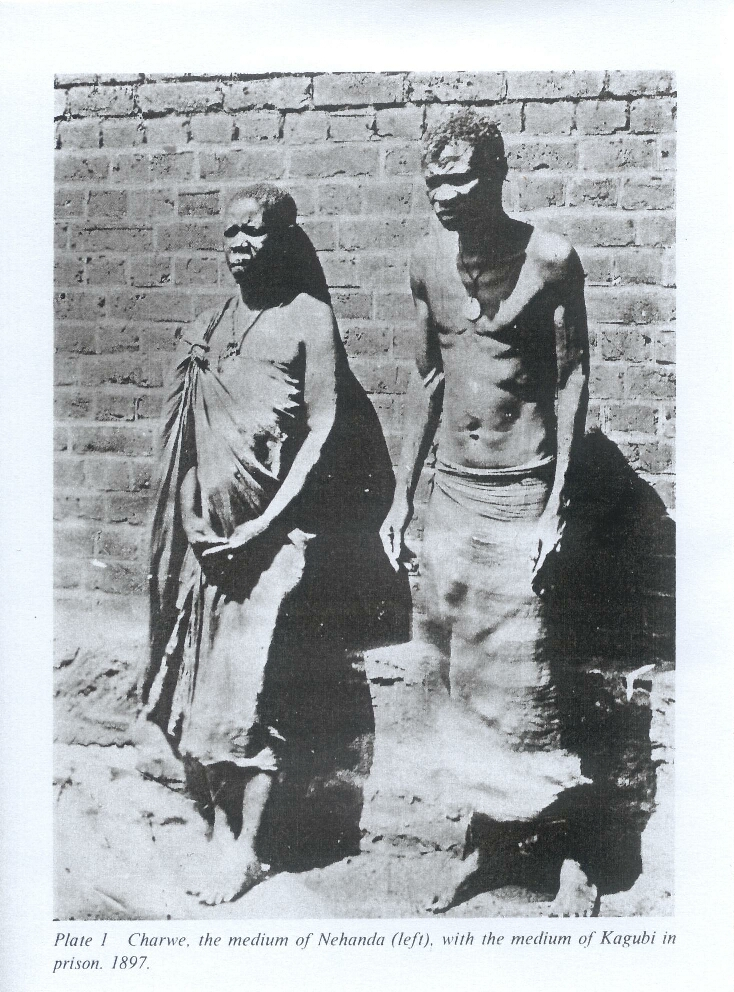
Неханда Ньякасикана (слева) и Секуру Кагуви (справа) после пленения в 1897 году.

В ходе подавления восстания в 1897 году Ньякасикана была схвачена и обвинена в убийстве местного комиссара Генри Хокинса Полларда в 1896 году. Её признали виновной, ссылаясь на показания, что она приказала своему сообщнику обезглавить британского офицера. В марте 1898 года она была повешена. Тело Неханды, как утверждается, было обезглавлено после повешения. Вокруг слухов о том, что палачам никак не получалось её убить, выросло много мифов. Свою гибель Неханда сопроводила словами «мои кости, несомненно, восстанут».

## Наследие
Героизм Неханды стал важным источником вдохновения в национально-освободительной борьбе 1960-х и 1970-х годов в колонии, тогда носившей название Родезия. Её имя ныне обычно предваряется уважительным титулом Мбуя, или бабушка (титул, который также даётся предкам и женщинам-духовным медиумам). Её именем названо родильное отделение больницы Париренятва в Хараре. Там же расположен Колледж медицинских наук Университета Зимбабве.
В мае 2021 года в столице Зимбабве Хараре на перекрёстке улицы Джулиуса Ньерере с проспектом Саморы Машелом была открыта статуя Мбуи Неханды работы зимбабвийского скульптора Дэвида Гая Мутасы. Зимбабвийские власти полагали, что её череп мог оказаться среди останков 11 зимбабвийцев, числящихся в Лондонском музее естественной истории (хотя там опровергают такую возможность), и требовали возвращения его на родину.

## В популярной культуре
- Ей посвящён исторической роман «Неханда» зимбабвийской писательницы Ивонн Веры (Vera, Yvonne. Nehanda. Harare: Baobab Books, 1993).
- В фильме «Амбуя Неханда» её роль исполнила известная фигура зимбабвийской музыки Стелла Чивеше.